# バードギース州
バードギース州（バードギースしゅう、パシュトー語: بادغیس）は、アフガニスタン西部の州である。面積は2万794平方キロメートル（34州中10位）、総人口は約47万人（34州中21位）、人口密度は23人/平方キロ（34州中25位）である。バードギース県、バドギス州と表記されることもある。州都はカラエナウ。

## 名称
州の名称はペルシャ語（ペルシア語: بادخیز）に由来し「風が生じる所」または「風の家」という意味である。

## 地理
日本の四国よりも広い州である。バードギース州の北部はトルクメニスタンのカラビリ高地（英語: Karabil ）とヒンドゥークシュ山脈に挟まれた地域である。高地と山脈の間には谷があり、山脈から幾筋もの川が流れてきて集まり西へと流れていく。中部にはヒンドゥークシュ山脈の尾根の1つがあり、トルキスタン山脈）と呼ばれている。最高峰が3497mに達する山脈は州の東部で途切れて、その西をムルガーブ川（モルガーブ川）がトルクメニスタンのマル市に向かって北へ流れていく。バードギース州の南部は山脈と山脈の間の高地になっていて、ムルガーブ川が東から流れてくる。州の西部は比較的標高が低く、州都カラエナウがある。州の南端にはまた別の尾根があり、パロパマイサス山脈（英語: Paropamisus）やサフェード・コー山脈と呼ばれている。
アフガニスタンの中でも最も開発が遅れた州であり、飲料水や道路が不足している。現在、ファーリヤーブ州カイーサール郡以降で中断しているアジアハイウェイ76号線（マザーリシャリーフ・ヘラート高速）の工事や貯水池建設などが行われている。麻薬栽培や治安の問題はあるが、アフガニスタン北部と西部をつなぐ位置にあり、安定化が望まれている。
- ムルガーブ郡
- ムルガーブ郡
- カラエナウ市
- カラエナウ市

## 歴史

### 古代
5世紀から7世紀のアフガニスタン北部はトハーリスタンと呼ばれており、エフタルが治めていた。エフタルは一時は広大な領地を獲得し、サーサーン朝の政治を左右するほどの力を持っていたが、6世紀に突厥に敗れて衰退した。7世紀後半になるとイスラム帝国が勃興し、サーサーン朝を倒した。英語版ウィキペディアによると、エフタルやヒルカニアのカレン家はイスラム帝国に対して大規模な反乱を起こしたと言う。しかし705年、イスラム帝国のアブーハフス・クイタバ・ブン・ムスリム将軍はバードギース州に居たエフタルのタルハン・ネザーブを倒した。その後アフガニスタンは中国の唐やチベットの吐蕃、イスラム、トルコ族が入り乱れて戦乱状態となり、ヒンドゥー教や仏教を信じる土侯国は次第に滅亡して行った。

### 冷戦時代
バードギース州の領域は1962年まではヘラート州の一部だったが、1964年頃に分割されて独立した州になった。

### 冷戦終結後

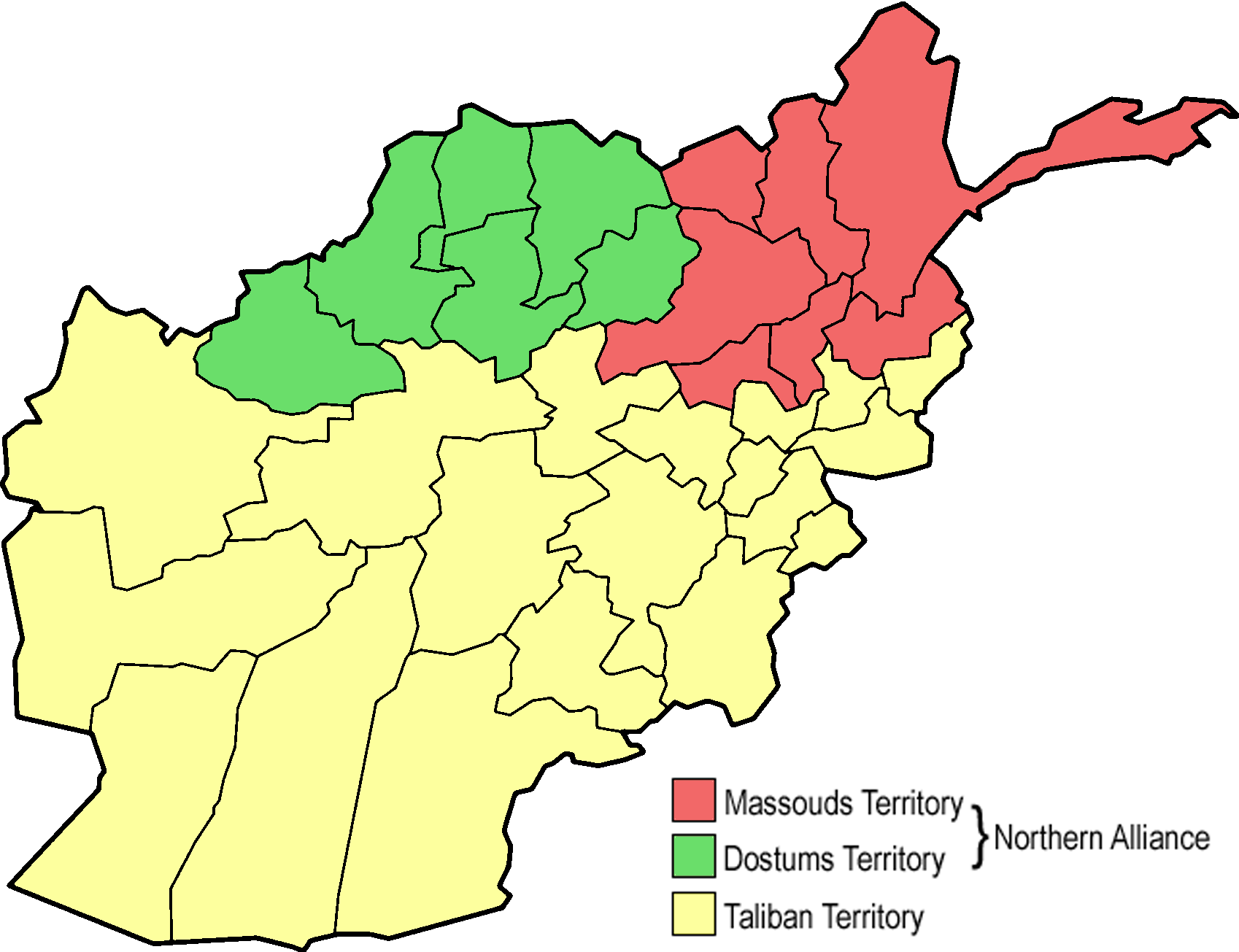
1997年のアフガニスタンの状況。赤がマスード派、緑がドスタム派、黄がターリバーン

1989年にソ連軍がアフガニスタンから撤退しても、ムハンマド・ナジーブッラーが率いるカブールの共産党政権はなんとか持ちこたえていた。共産党政権はムジャヒディーンに対抗するために、民兵を組織して幹線道路を守らせた。民兵の中心はバードギース州周辺のウズベク人で、ジョウズジャーン州のラシッド・ドスタムやファーリヤーブ州のアブドゥル・マリクなどが率いていた。しかし1991年にソビエト連邦が崩壊すると民兵に動揺が走った。1992年、ドスタムは共産党政権を見限ってアフガニスタン北部最大の都市マザーリシャリーフで自立し、カブールの共産党政権を倒したがすぐに内戦が始まった。ドスタムは総兵力5万人を擁し、ジョウズジャーン州やバルフ州を中心に支配地域を作り上げた。ドスタムの支配地域は宗教的に寛容で、対外的にも一種の独立国のようになっており、バードギース州もその一部だった。アフガニスタンではその後ターリバーンが誕生し、内戦は三つ巴の戦いとなった。1997年12月、ターリバーンは州都カラエナウを占領し、ファーリヤーブ州に侵攻したが、ドスタムの騎兵隊に撃退された。1998年6月、ドスタムはカラエナウを奪還しヘラートに向かったが、逆襲されてファーリヤーブ州やジョウズジャーン州を失った。8月にはマザーリシャリーフまでもが陥落し（第二次マザーリシャリーフの戦い）、ドスタムの支配地域は崩壊した。

### アメリカ同時多発テロ事件以降

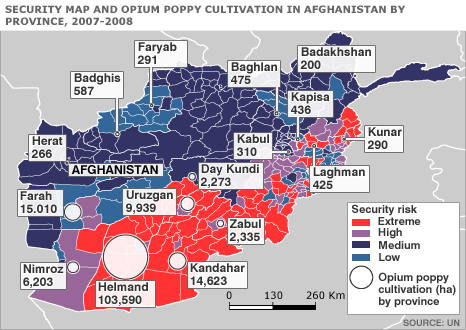
2007年の治安状況。危険は低いが麻薬栽培が行われている

2001年4月、バードギース州では旱魃によって難民が生じていた。9月、アメリカ同時多発テロ事件が起き、10月にはアメリカ合衆国がアフガニスタンに侵攻し、有志連合や北部同盟と共に戦闘を開始した。ドスタムは北部同盟に加盟し、イスラム協会のアタ・モハマド・ヌールと協力して、11月にアフガニスタン北部からターリバーンを追い払った。2004年10月、第一回の大統領選挙が実施され、バードギース州ではハーミド・カルザイ（約61％）が最多得票を得た。その後、治安維持は軍閥ではなく国際治安支援部隊（ISAF）が行うことになり、第二段階として2005年5月からアフガニスタン西部で活動を開始した。ファーリヤーブ州の担当はスペイン軍が指揮するカラエナウ地方復興チームだった。
2005年9月、第一回の下院選挙（Wolesi Jirga）と州議会選挙が行われた。2007年、戦争は激しさを増しバードギース州ではハレカテ・ヨロ作戦が行われたが、自爆テロや無差別爆撃によってISAFや民間人に多数の犠牲者が出た。2008年は旱魃によりアフガニスタン北部や北西部、中央高地などで食料価格が上昇し、出稼ぎや難民が生じた。同年、ターリバーンの拠点になっていたゴールマーチ郡をファーリヤーブ州の管轄とし、ドイツ軍やノルウェイ軍がイタリア軍を支援して、カレーズ作戦が行われた。一方、ターリバーンはバラ・モルガーブで待ち伏せ攻撃を行い、アフガニスタン治安部隊の補給部隊に被害が出た。

### 第二回大統領選挙後
2009年8月、第二回の大統領選挙が実施され、バードギース州ではアブドラ・アブドラ元外相が最多得票（約64％）を得た。2010年、第二回の下院選挙と州議会選挙が行われたが戦争は更に激しくなり、ISAFや民間人の死傷者が急増した。バードギース州でもゴールマーチ郡や隣接するファーリヤーブ州のアルマール郡で相次いでIEDが爆発して、ノルウェイ軍に戦死者が出た。アフガニスタン軍や多国籍軍はターリバーンの「影の州知事」を含む幹部5人を殺害し、1400人のターリバーンを投降させたと言う。2010年1月、ゴールマーチ郡でISAFの戦車にIEDが直撃し、ノルウェイ兵1人が死亡した。8月にはカラエナウで訓練中の警察官が同僚のISAF兵士に発砲し、スペイン兵3人が死亡した。2011年1月、アフガニスタン軍兵士が同僚のISAF兵士に発砲し、イタリア兵2人が死亡し、2012年5月にはゴールマーチ郡で自転車爆弾が爆発し、州議会議員1人など9人が死亡した。2012年12月、ISAF軍はカラエナウ市とアーベ・カマリー郡の治安権限をアフガニスタン軍に移譲したが、2013年現在も戦闘やテロは続いているようである。

### 第三回大統領選挙後
2014年4月、第三回の大統領選挙が実施され、バードギース州ではアブドラ・アブドラ元外相が最多得票（約68％）を得た。
2017年8月、ゴールマーチ郡（Ghormach）の陸軍基地（通称チャイニーズ・キャンプ）がターリバーンに20日間包囲されたが、特殊部隊が救援に駆けつけて陥落を防いだ。チャイニーズ・キャンプには80人の守備隊が居た。2018年8月、2017年に引き続きゴールマーチ郡のチャイニーズ・キャンプ基地が1000人のターリバーンに包囲され、孤立無援で陥落した。キャンプには106人の守備隊が居たが、軍はガズニ州の攻防戦やジョウズジャーン州のイスラム国部隊の降伏などに忙殺されてヘリコプターが足りず、ゴールマーチ郡まで支援の手が回らなかった。

### 第四回大統領選挙後
2021年2月のPajhwok Afghan Newsの電話調査によると、ターリバーンはゴールマーチ郡を完全に支配していると言う。
2021年7月7日、ハッサムディン・シャムス州知事は、ターリバーンの攻撃で州都を除く6郡全てが陥落し、州政府の庁舎と軍司令部のみが政府軍の支配下にあり、政府高官5人と数十人の兵士がタリバンに参加したと述べた。同日、ターリバーンは州都を攻撃した。しかしアフガニスタン軍や民兵が反撃し、部族の長老の仲介により7月16日に停戦した。しかし8月12日、ターリバーンは停戦を破って、再び州都を攻撃した。
2022年1月17日、バードギース州一帯で地震が発生。カーディス郡で複数の家屋が崩壊して26人が死亡、4人が負傷した。

## 行政区分

バードギース州の郡

1市6郡を擁する。人口が最も多いのは州を南北に流れるムルガーブ川の流域で、ムルガーブ郡（約10万人）と南隣のカディス郡（約9万人）に多くの住民が居る。
- Ab Kamari（アーベ・カマリー郡[4]）
- Ghormach（ゴールマーチ郡[4]）
- Jawand（ジョワンド郡[4]）
- Muqur（ムクル郡[4]）
- Murghab（ムルガーブ郡[4]）- バラ・モルガーブ
- Qadis（カーディス郡[4]）
- Qala-i-Naw - 州都カラエ・ナウ[4]

## 産業

### 農業
| 種類             | 生産量       | 順位 |
| ---------------- | ------------ | ---- |
| 小麦             | 14万4000トン | 14位 |
| 大麦             | 1万6706トン  | 12位 |
| とうもろこし     | 1540トン     | 30位 |
| 米               | 1951トン     | 21位 |
| グレープフルーツ | 133トン      | 21位 |
| りんご           | 30トン       | 25位 |
| アーモンド       | 12トン       | 28位 |
| 桃               | 10トン       | 27位 |

バードギース州の小麦（34州中14位）と大麦（34州中12位）の生産量は平均的で、アフガニスタン最大のピスタチオの森（9万5000ヘクタール）がある。

## 住民

### 民族
バードギース州で最も人口が多いのはタジク人（62％）とパシュトゥーン人（28％）だと言われている。その他にはウズベク人（5％）とトルクメン人（3％）が続き、バローチ人やアイマーク人、ドゥラニ・パシュトゥーン族などの遊牧民も居る。